# Parc Wilhelm von Nottbeck
Le parc Wilhelm von Nottbeck (en finnois : Wilhelm von Nottbeckin puisto) est une esplanade  du quartier de Finlayson à Tampere en Finlande.

## Présentation
Le parc est nommé en mémoire de Wilhelm von Nottbeck (fi).
Le parc est un jardin à l'anglaise, c'est-à-dire un parc de forme relativement libre qui s'efforce de donner une impression naturelle. 
Dans le passé, il y avait aussi des serres construites au XIXe siècle, mais elles ont été démolies dans les années 1970 et remplacées par un parking.
Le parc a été repris par la ville en 1995, date à laquelle il a également reçu son nom actuel. 
Le parc abrite le palais Finlayson et le mémorial de Kotkankallio.
Le pont de la piste du palais relie le parc au Tampella.

## Galerie

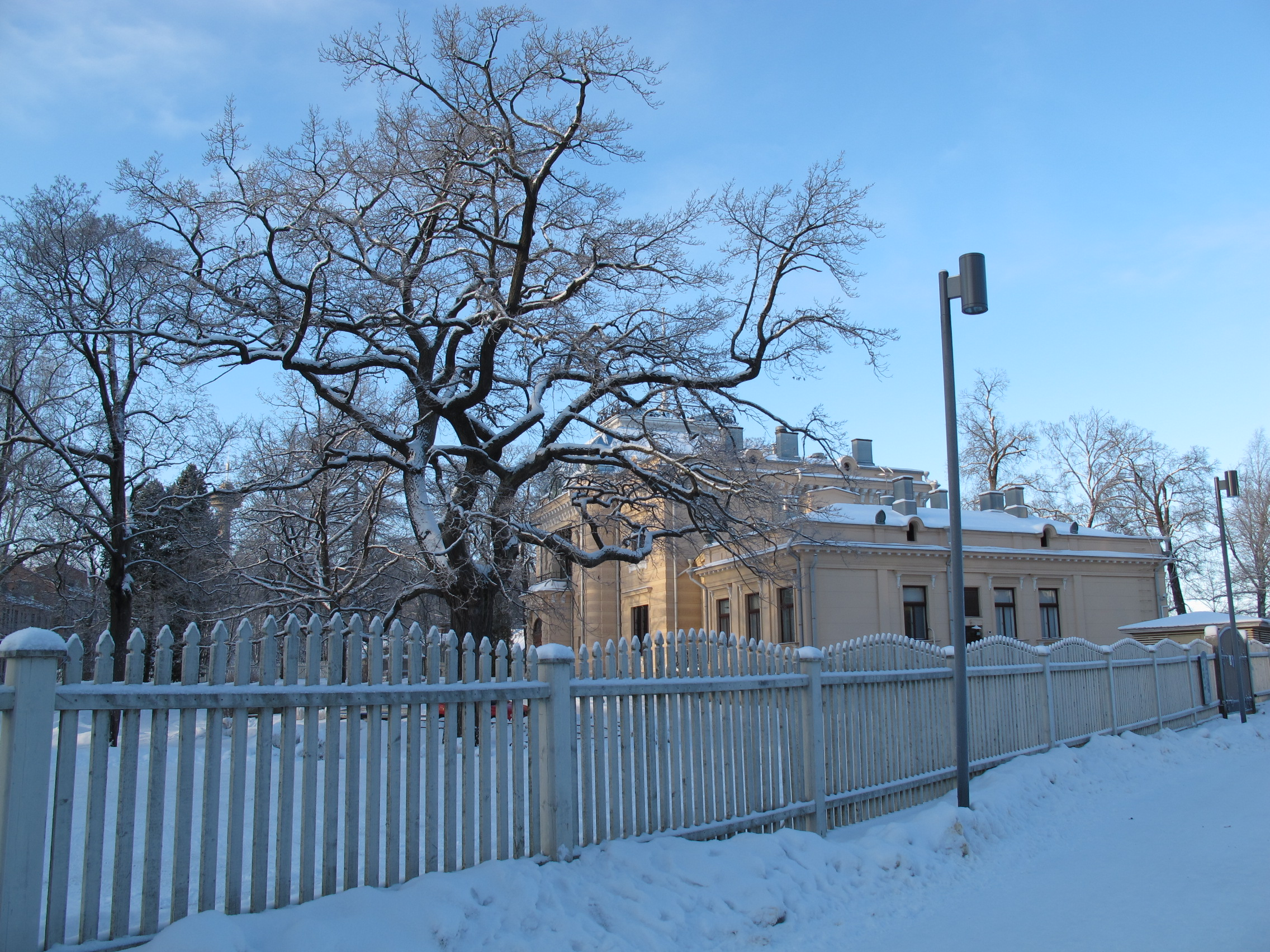
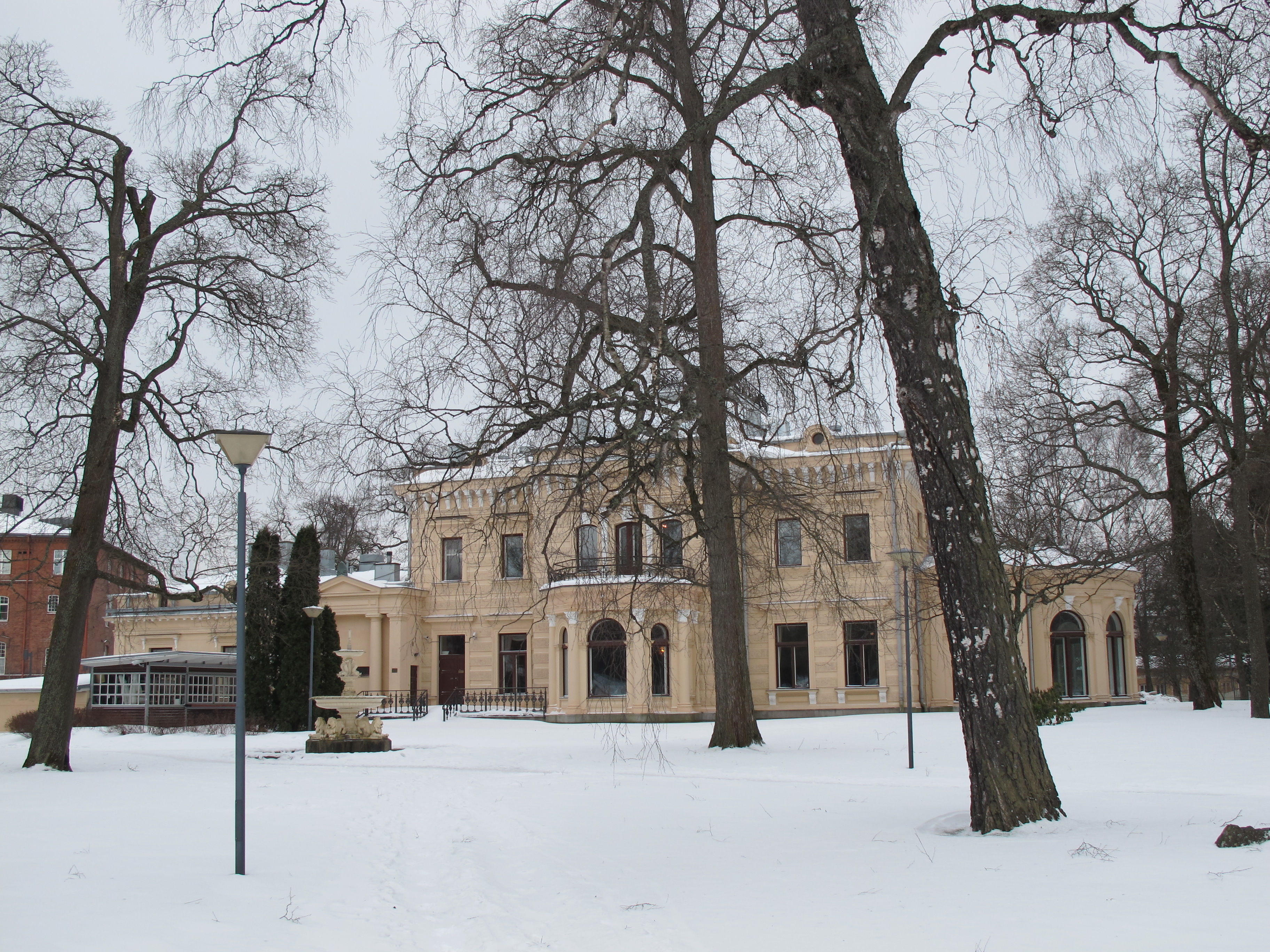
Palais Finlayson.
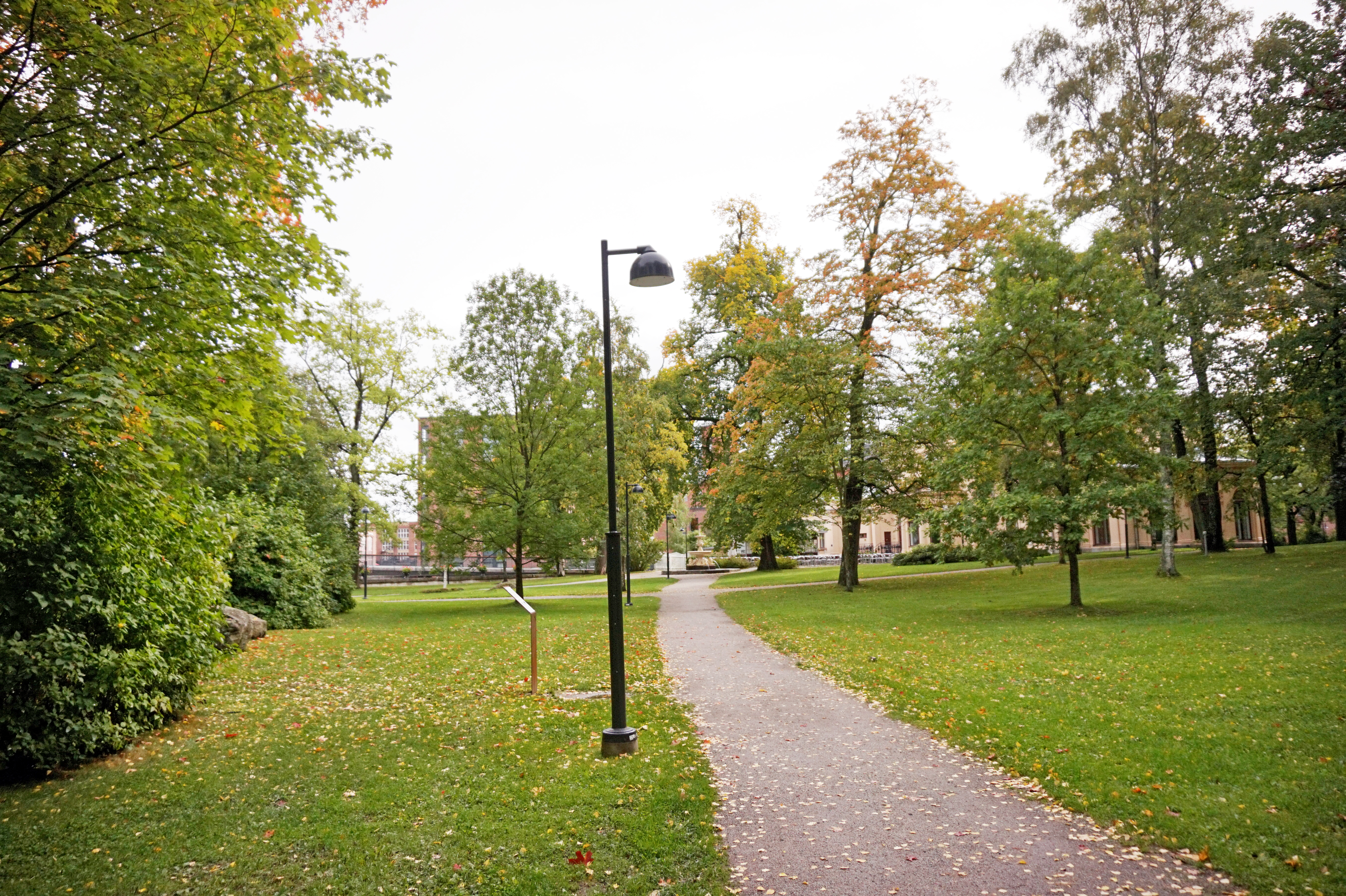
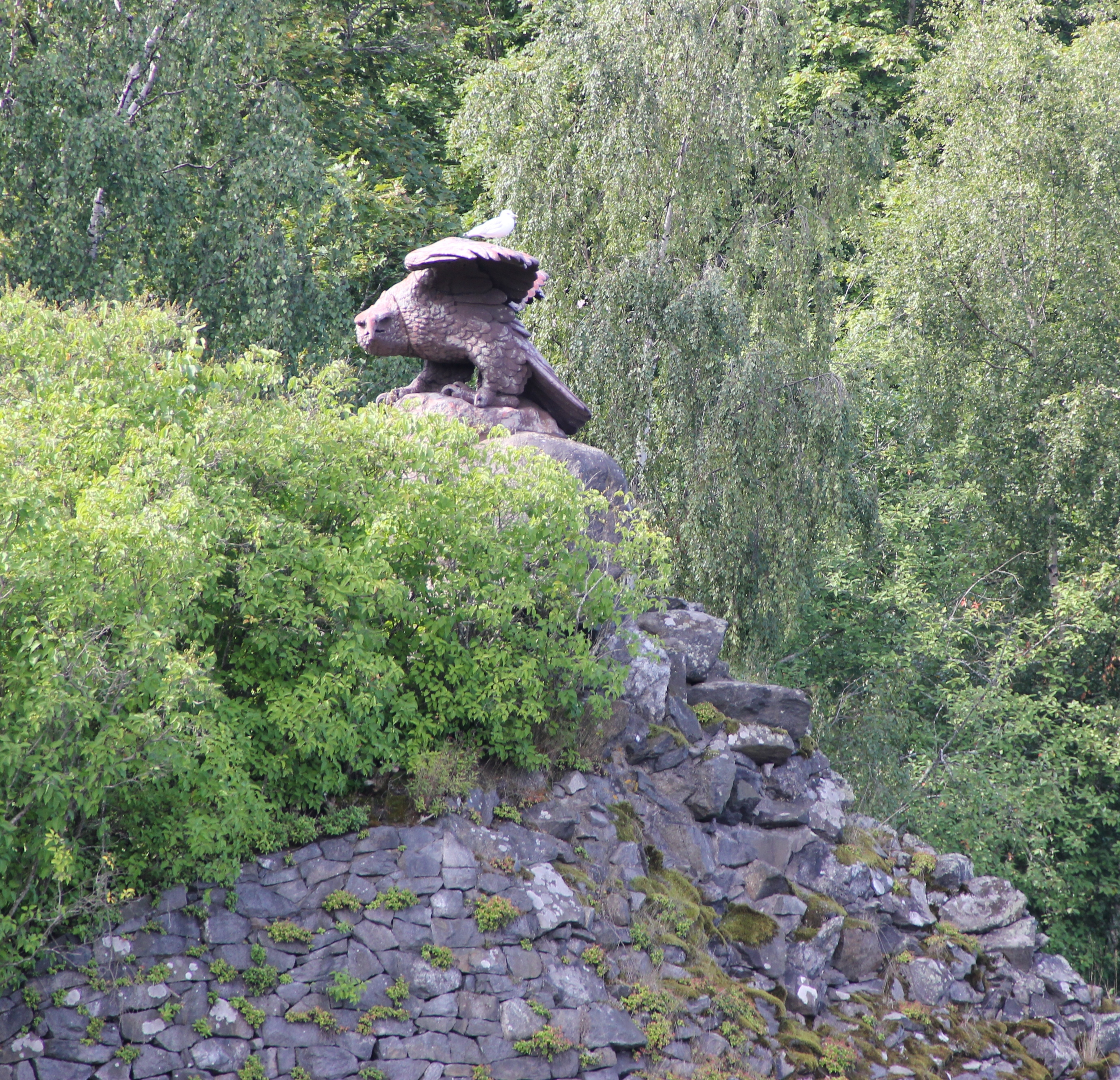
Mémorial de Kotkankallio